# StarOffice
StarOffice foi um conjunto de aplicativos para escritório desenvolvido originalmente pela Star Division e adquirido em 1999 pela Sun Microsystems cujo código-fonte (liberado em 2000, sob a licença LGPL) serviu de base para o desenvolvimento do OpenOffice.org que, por sua vez, serve de base para as versões modernas do LibreOffice.
O código-fonte desta suíte de escritório foi liberado em julho de 2000, dando origem à suíte livre e código-aberto OpenOffice.org, na qual versões subsequentes do StarOffice basearam-se, adicionando componentes proprietários.

## Módulos
- StarWriter — processador de textos; arquivos: .sdw (StarOffice 5.x) .sxw (StarOffice 6.x) .odt .ott
- StarCalc — planilha eletrônica; arquivos: .sdc (5.x) .sxc (6.x) .ods .ots
- StarImpress — criação de apresentaçòes; arquivos: .sdd (5.x) .sxi (6.x) .odp .otp
- StarDraw — desenhos; arquivos: .sda (5.x) .sxd (6.x) .odg .otg
- StarBase — banco de dados; arquivos: .sdb (5.x) .odb